# Бжезіни (Красноставський повіт)
Бжезіни (пол. Brzeziny) — село в Польщі, у гміні Красничин Красноставського повіту Люблінського воєводства. Населення — 320 осіб (2011).

## Історія
За даними етнографічної експедиції 1869—1870 років під керівництвом Павла Чубинського, у селі здебільшого проживали греко-католики, які розмовляли українською мовою.
У 1921 році село входило до складу гміни Чайки Красноставського повіту Люблінського воєводства Польської Республіки.
У 1944 році, вже за радянської окупації, у селі було відкрито українську школу, проте заняття не проводилися, тому невдовзі її було закрито.
У 1975—1998 роках село належало до Холмського воєводства.

## Населення
Станом на 10 вересня 1921 року в селі налічувалося 88 будинків та 444 мешканці, з них:
- 216 чоловіків та 228 жінок;
- 270 православних, 170 римо-католиків, 4 юдеї;
- 144 українці, 300 поляків.

Демографічна структура станом на 31 березня 2011 року:
|          | Загалом | Допрацездатний вік | Працездатний вік | Постпрацездатний вік |
| -------- | ------- | ------------------ | ---------------- | -------------------- |
| Чоловіки | 159     | 27                 | 102              | 30                   |
| Жінки    | 161     | 22                 | 82               | 57                   |
| Разом    | 320     | 49                 | 184              | 87                   |